# Российское общество нумизматов
Российское общество нумизматов — общество нумизматов Санкт-Петербурга. Было основано в апреле 1911 года и ограничивалось деятельностью в Санкт-Петербурге и не объединяло нумизматические общества существовавшие в других городах России. Ставило своей задачей
Содействовать объединению лиц, интересующихся собиранием русских монет, медалей и жетонов, а также облегчать для них приобретение таковых и предостерегать от покупки фальсификатов.
Председателем общества в 1911—1916 годах был нумизмат и археолог граф И. И. Толстой.
В начале 1924 года пять последних членов общества признали его распущенным.

## Издательская деятельность общества
Основным печатным органом общества были:
- Известия Российского общества нумизматов. Пг., 1914.

Периодически выходили также протоколы заседаний с приложениями:
- Протоколы за 1914—1915. Пг., 1915 — 16: Приложен указатель Русских монет, отчеканенных в 1904—1915 гг.